# Ордубад
Ордуба́д (азерб. Ordubad) — місто в Азербайджані, адміністративний центр Ордубадського району і друге за величиною місто Нахічеванської Автономної Республіки. Розташоване в передгір'ях Зангезурського хребта на річці Ордубадчай, за 4 км від залізничної станції Ордубад.
Ордубад — одне з небагатьох міст Азербайджану, які добре зберегли свої пам'ятники старовини, старе планування і значну частину старої забудови. Від 2001 року площа історичної забудови міста є кандидатом на внесення до списку Всесвітньої спадщини ЮНЕСКО.

## Географія

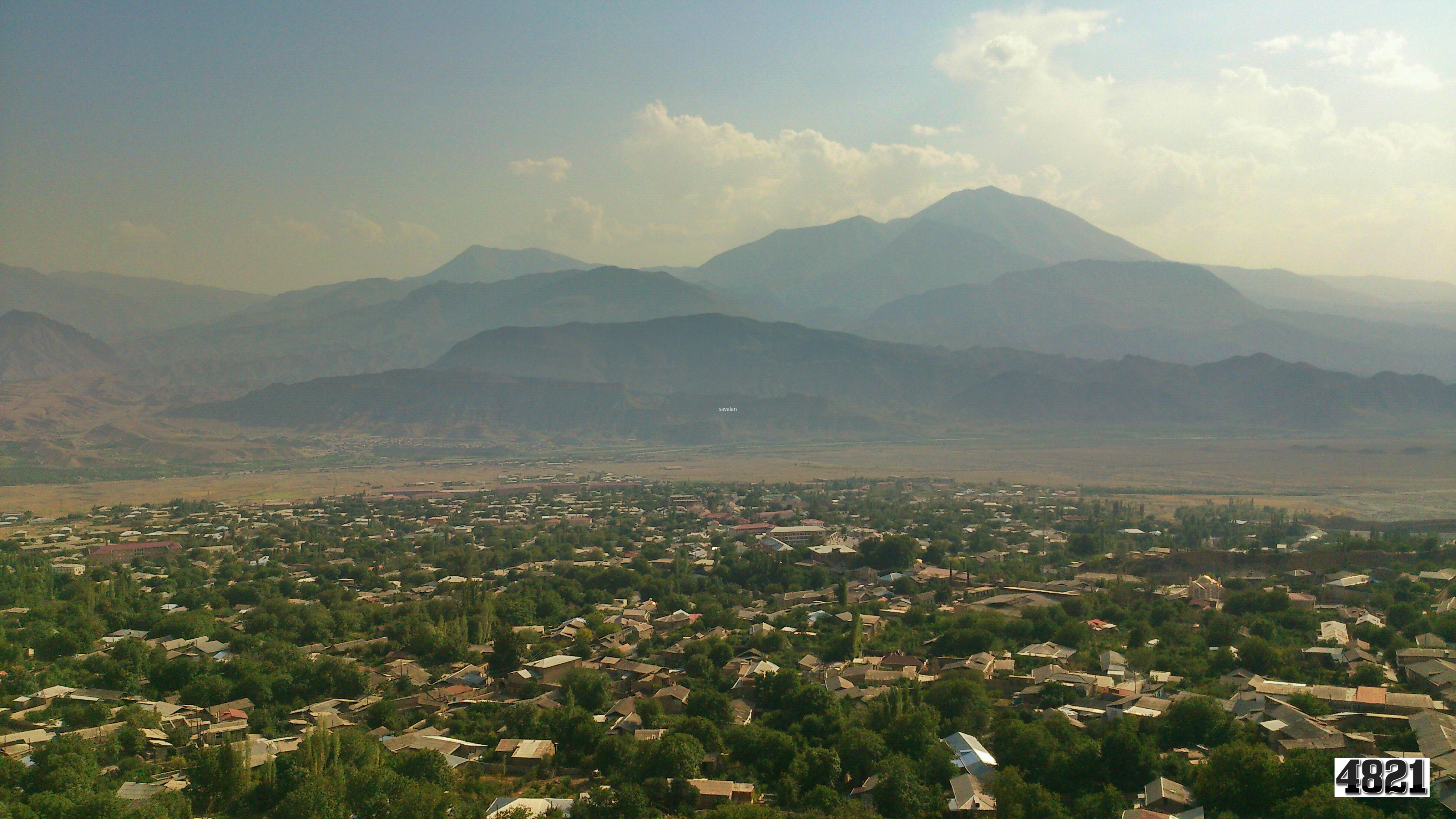

Ордубад розташований біля підніжжя Зангезурського гірського хребта на висоті 850 м над рівнем моря, за 64 км на південний схід від Нахічевані, за 1,5 км на північ від лівого берега річки Аракс, по якій проходить кордон з Іраном. Кордон з Вірменією проходить за 11 км на схід від міста. Місто поділено на дві частини річкою Ордубадчай.

## Історія

### Середньовіччя
В давнину територія Ордубада входила в межі області Гохтн Вірменії. Виникнення поселення в Ордубаді, ймовірно, сходить до V—VI ст. н. е., коли місто входило до складу Вірменського марзпанства.
Найдавніша пам'ятка Ордубада, про яку є відомості — куфічний напис перською мовою на одній з плит старовинного кладовища в місті, що належить до 824 року. Цей напис відкрив М. Хаников, який писав, що 1851 року М. Архангельський зробив для нього естампаж з цього напису. Однак ця плита не збереглася. Вже в 1927 році В. М. Сисоєв не знайшов на Ордубадському кладовищі жодного куфічного напису. До стародавніх пам'яток Ордубада належать і збережені до кінця XIX століття руїни древнього караван-сараю. Він знаходився поруч із площею Араса-майдан, підземний хід від нього вів до старовинної церкви, збудованої, за народними переказами, на початку поширення християнства, на початку V століття. Однією з найдавніших збережених до наших днів пам'яток Ордубада є датована 1357 роком могильна плита на кладовищі Ордубада з арабсько-перським написом релігійного змісту. Ця могила, знайдена на тому ж цвинтарі, що й плита 824 року, належала ордубадцю Шейху Абу-Саїду, що був сучасником Ібн Сіни.
Історик Хумар Ваїдова зазначає, що перші згадки про Ордубад сягають VII століття. В цей період усе Закавказзя, зокрема й Ордубадська провінція, потрапило під владу Арабського халіфату і було об'єднане в складі єдиного Вірменського емірату. Провінцією керували призначувані халіфами еміри.
В IX—X ст. Ордубадська провінція почергово потрапляла під владу феодальних держав іранських династій Саджидів, Саларідів (правили в північно-західній Персії, в провінції Азербайджан, що мала до XI століття перське населення), від 885 до 1047 року Ордубад входив до складу Вірменського Анійського царства..
У 1047 році Ордубадську провінцію, як і всю територію Вірменії, завоювали сельджуки, які прийшли сюди із Середньої Азії. Великої популярності Ордубад набув у XII столітті, в той самий час, коли Нахічевань деякий час був столицею Держави Ільдегізідів.
У 1196—1261 роках, Ордубад входить до складу Вірменського царства Закарянів
У першій половині XIII століття Ордубад був захоплений монгольськими завойовниками. Вважається, що тюрко-перська назва «Ордубад», що означає «місто армії», може мати на увазі його заснування саме в період монгольської навали або в період, що подальшої епохи правління Ільханідів, що набагато ймовірніше, оскільки Ільханіди перетворили Азербайджан (північно-західна Персія) на центр своєї влади. Ордубад був одним з важливих торгових міст, через яке проходили каравани з Китаю, Європи та Індії. З міста вивозилися фрукти, сільськогосподарські продукти і шовк. Хамдаллах Казвіні в середині XIV століття описував Ордубад, як провінційне місто, яке було одним із п'яти міст, що входили до Нахічеванського туману, яке потопає в садах, і виробляє чудовий виноград, зернові і бавовну. У творі «Нузхат ал-кулуб» Хамдаллаха Казвіні (XIV століття) Ордубад, так само як і Нахічевань, зазначаються в регіоні Азербайджан.
В кінці XIV століття місто зазнало нападу військ Тимура. 1387 року, після підкорення Хорасана, Тимур зі своїм військом рушив на Тебриз, а потім в Сюнікську область. Шлях пролягав через Ордубад і його околиці, які зазнали внаслідок цього значної шкоди. Бої, які проходили поруч з Ордубадом під час тривалої облоги фортеці Алинджакала, були дуже руйнівними для населення міста. В XV—XVI століттях Ордубад входив до складу феодальних держав прийшлих тюркських об'єднань Кара-Коюнлу і Ак-Коюнлу.
В XV столітті на лівому березі річки Ордубадчай на пагорбі Амбарас засновано феодальну фортецю, що була центром міста, яке почало стрімко розвиватися завдяки торгівлі.

### Новий час

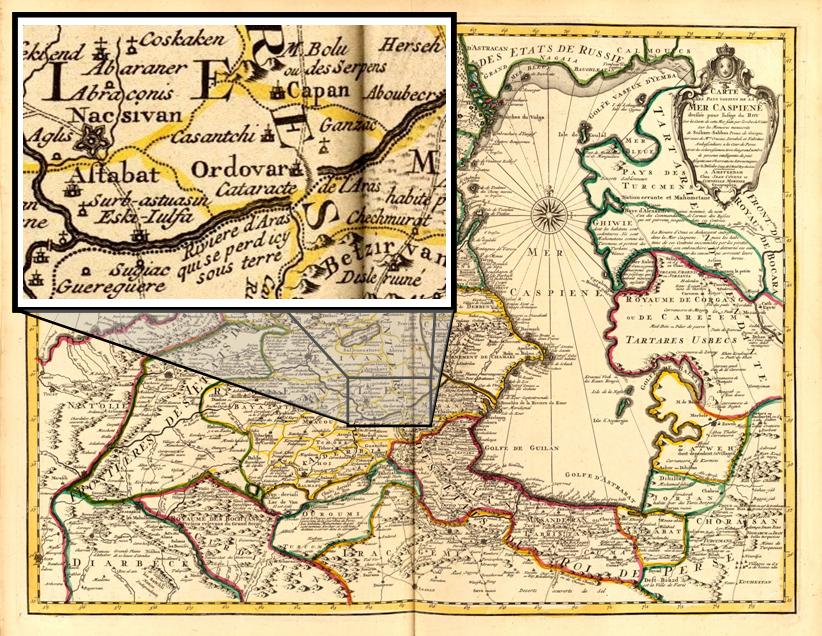
Ордубад (Ordovar) на карті Прикаспійських країн 1723 року. Автор Гійом де Ліль. З атласу «Atlas nouveau», Амстердам, 1742 рік

Аж до XVI століття Ордубад був одним з центрів ремісничого виробництва і торгівлі. В XVII столітті на лівому березі Ордубадчая утворилися нові центри торгівлі. Враховуючи, що розвиток міста відбувався на правому березі, фортеця втратила своє значення. 1604 року Ордубад (у період правління шаха Аббаса) отримав деякі привілеї, що звільнили його від сплати податків до скарбниці, про що свідчить текст шахського фірмана, вирізьбленого над порталом Джума-мечеті. В ньому сказано, що Хатембек Ордубади, який носив титул «Етімад-ад-доуле», бувши головним візиром Аббаса I, виклопотав у нього в 1607/08 р. податковий імунітет — «муафі» для міста Ордубад.
Кінець XVI — перша половина XVII ст. виявилися для Ордубада важким періодом. Зазнаючи набігів то турецьких, то іранських завойовників, а часто стаючи ареною запеклих і кровопролитних боїв, Ордубад не раз був розграбований і спустошений. Так, у 1635 році під час ірано-турецької війни Ордубад був по-варварськи зруйнований. У другій половині XVII століття зовнішня політична стабілізація об'єктивно сприяла пожвавленню міського життя, відновленню ремесел і торгівлі. До цього періоду належить будівництво медресе. В XVII—XVIII століттях в Ордубаді на правому березі річки почали засновуватися нові центри торгівлі.
Наприкінці 1720-х років місто взяв ватажок вірменських повстанців у Зангезурі Мхітар Спарапет.

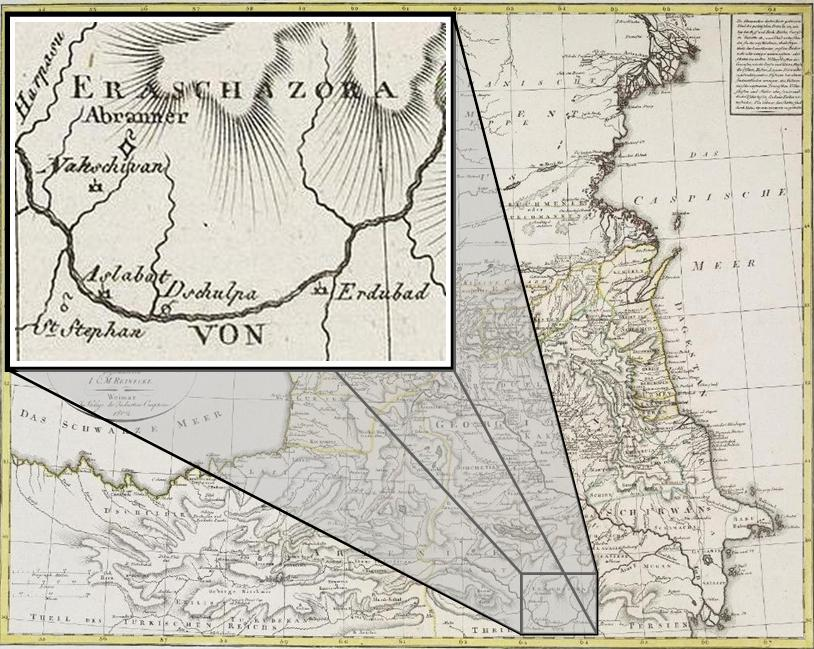
Ордубад (Erdubad) на карті 1802 року. Автор Райнекке (опубліковано 1803 року у Відні)

У XVIII — початку XIX століття місто входило до складу Нахічеванського ханства (до південно-східного магалу Аза-Джейран), але після російсько-перської війни 1827 року і Туркманчайського договору 1828 року, ці території відійшли до царської Росії.
Протягом порівняно тривалого періоду, що обчислюється двома століттями (XVII—XIX ст.), в силу внутрішніх і зовнішніх обставин соціально-економічна база Ордубада не мала істотного розвитку, а в окремі періоди навіть регресувала. Основними заняттями населення міста залишалися садівництво, ремісниче виробництво і торгівля.
У складі Російської імперії Ордубад (або Ордубат) був безуїздним (не був адміністративним центром певної території) містом Нахічеванського повіту Еріванської губернії і розташовувався на кордоні Росії і Персії. 1834 року населення міста та його 52 сіл становило 11,341 осіб. Було однокласне міське училище. Населення, що складається головним чином з азербайджанців, займалося садівництвом і шовківництвом. У місті ріс великий платан (Platanus orientalis).

Від 1850 до 1868 року Ордубад був повітовим містом Еріванської губернії.

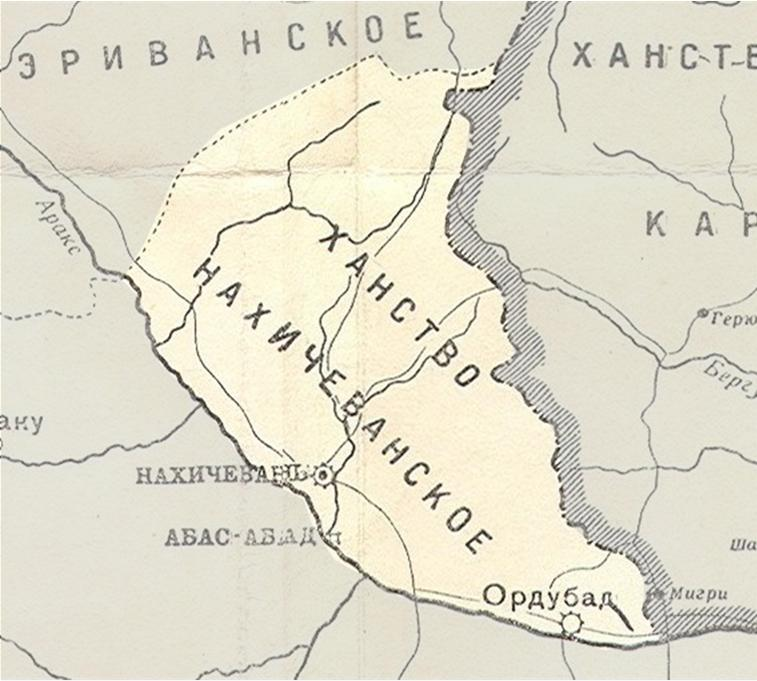
Ордубад у складі Нахічеванського ханства на карті 1902 року
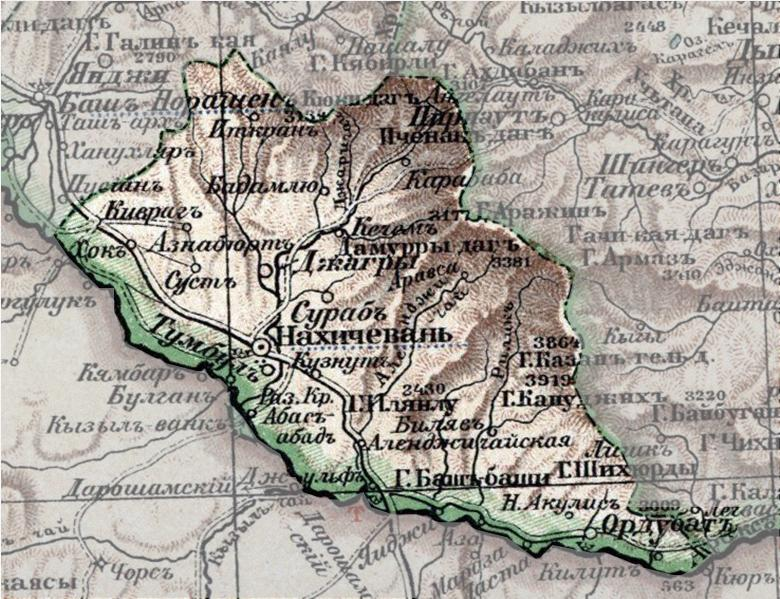
Ордубад (Ордубатъ) у складі Нахічеванського повіту на карті 1903 року

### Новітня історія
1977 року постановою уряду Азербайджанської РСР площу історичної забудови міста Ордубада, що відрізняється своєрідною архітектурною структурою і пам'ятками архітектури, оголошено історико-архітектурним заповідником.
2001 року місто оголошено кандидатом на внесення до списку Світової спадщини ЮНЕСКО.

## Населення
1869 року в місті було 810 будинків (чи дворів). У кінці XIX століття — початку XX століття Ордубат мав близько 4 500 жителів, головним чином азербайджанців-мусульман. 1897 року в місті проживало 4611 осіб. За даними «Кавказького календаря» на 1912 рік у місті проживало 5445 осіб, переважно азербайджанців, зазначених у календарі як «татари».
За всесоюзним переписом населення 1989 року в Ордубаді проживало 9395 осіб, у 1991 році — 10 372, а в 2008 — 10 372.

## Економіка і транспорт
У місті зосереджені кокономотальна фабрика, аграрно-промисловий плодівничий комбінат і гренажний завод. Ордубад має автобусне сполучення з Нахічеванню, Джульфою, Дирнисом і селами Ордубадського району.

## Квартали міста

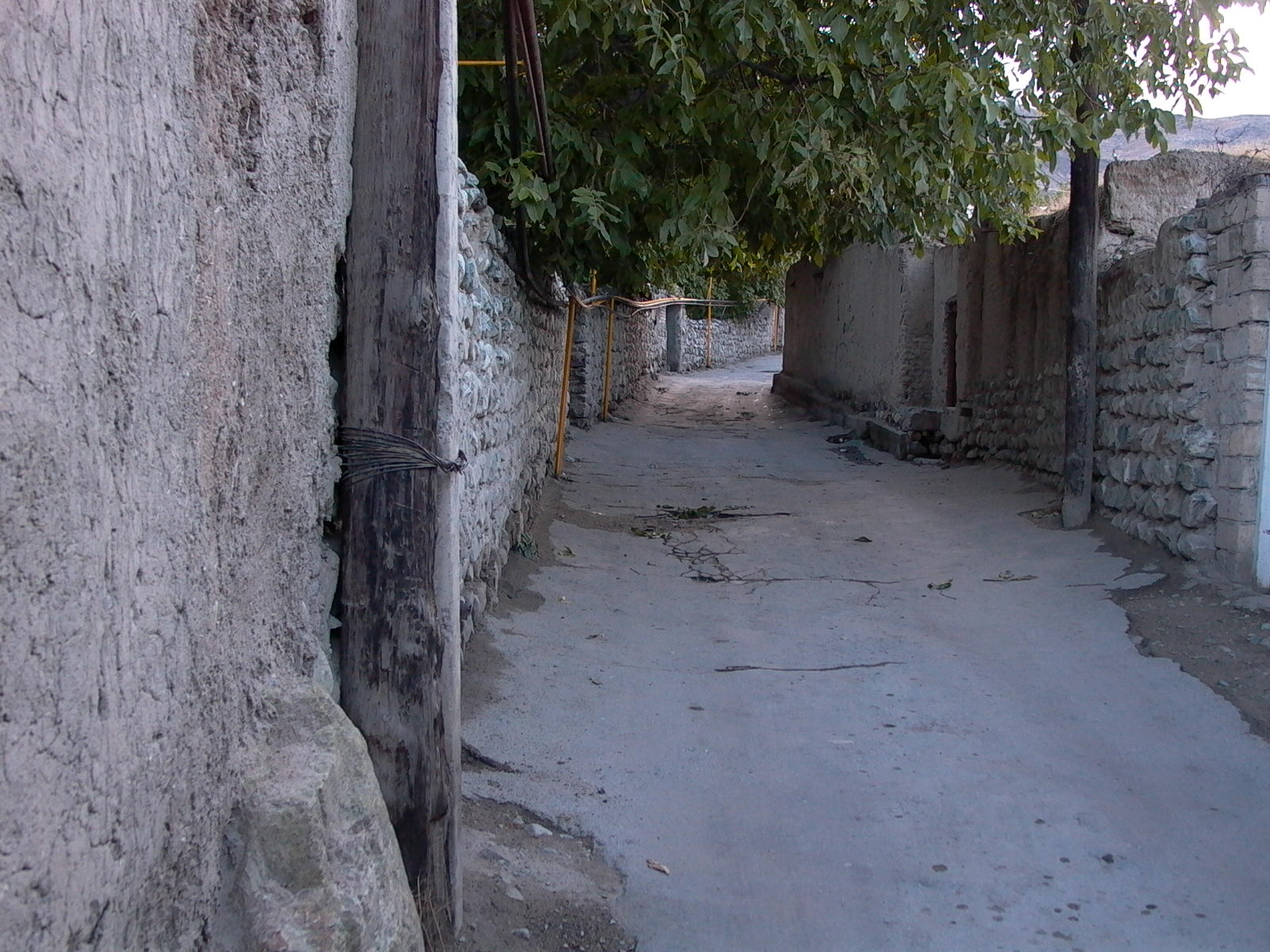
Одна з вулиць в Ордубаді

Ордубад розділений на п'ять великих кварталів-махалля:
1. Сер-Шехер;
2. Амбарас (Верхній Амбарас і Нижній Амбарас)[27];
3. Кюрдетар;
4. Уч-Таренгі;
5. Мінгіс.

Крім головних кварталів у місті є малі квартали: Карачанак, Дільбяр, Енгеч, Караховузбаші, Аскерхан, Керпюбаші, Бегляр, Гошгар та ін.

## Пам'ятки
- Державний історико-архітектурний заповідник (включає площу історичної забудови міста)[13].
- Вірменський монастир XIII століття[28]
- Будинок-музей М. С. Ордубаді[ru].
- Джума-мечеть (перебудована в XVII ст.),
- Дільбер-мечеть (XVIII ст.).
- Двоповерхове медресе (початок XVIII ст.)
- Житлові будинки з вестибюлем XVIII—XIX ст., що утворюють своєрідну групу в народному житлі Азербайджану.

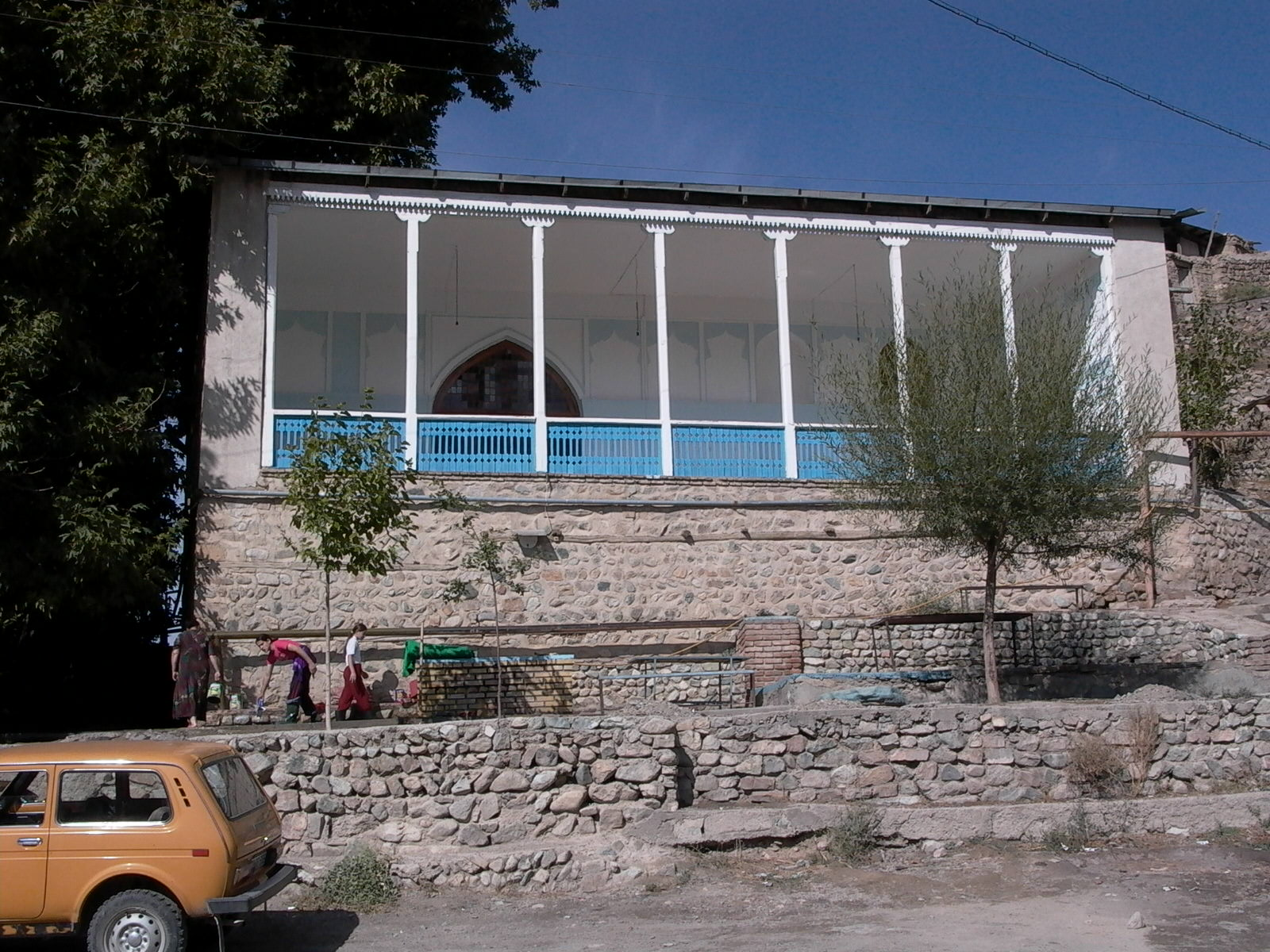
Мечеть у кварталі Амбарас
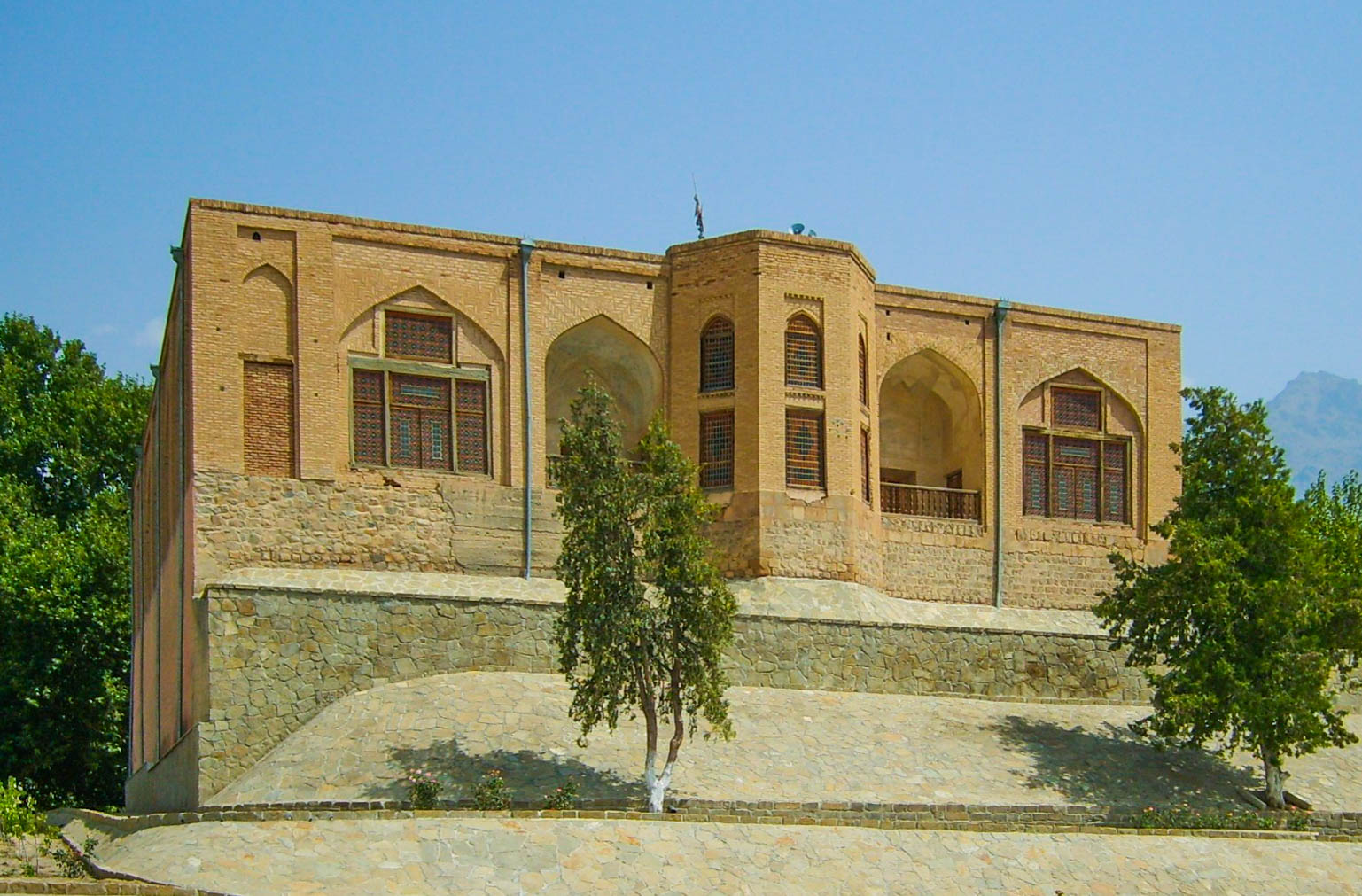
Джума-мечеть XVII ст.
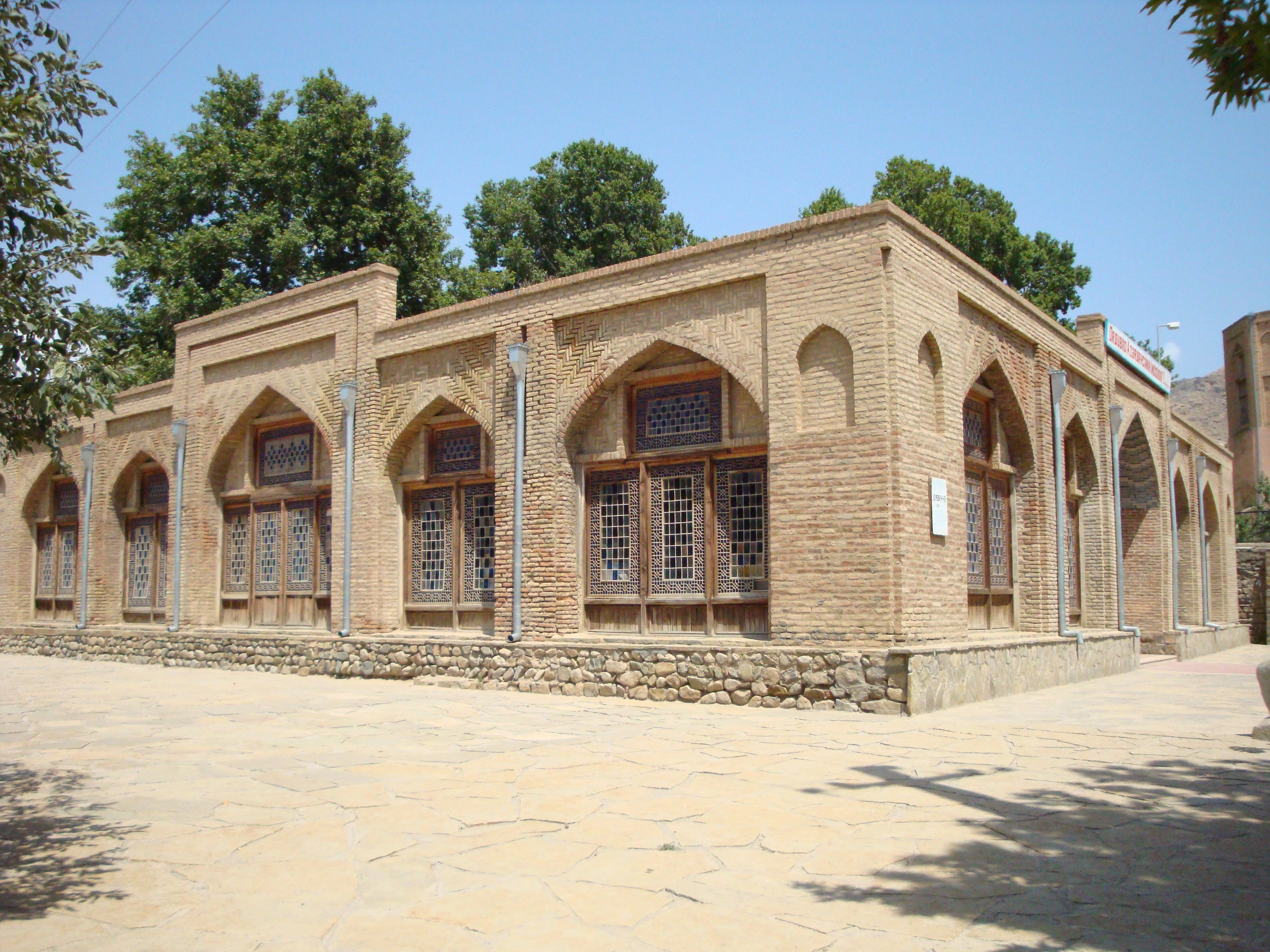
Базар «Гейсаріє[ru]» XVII століття
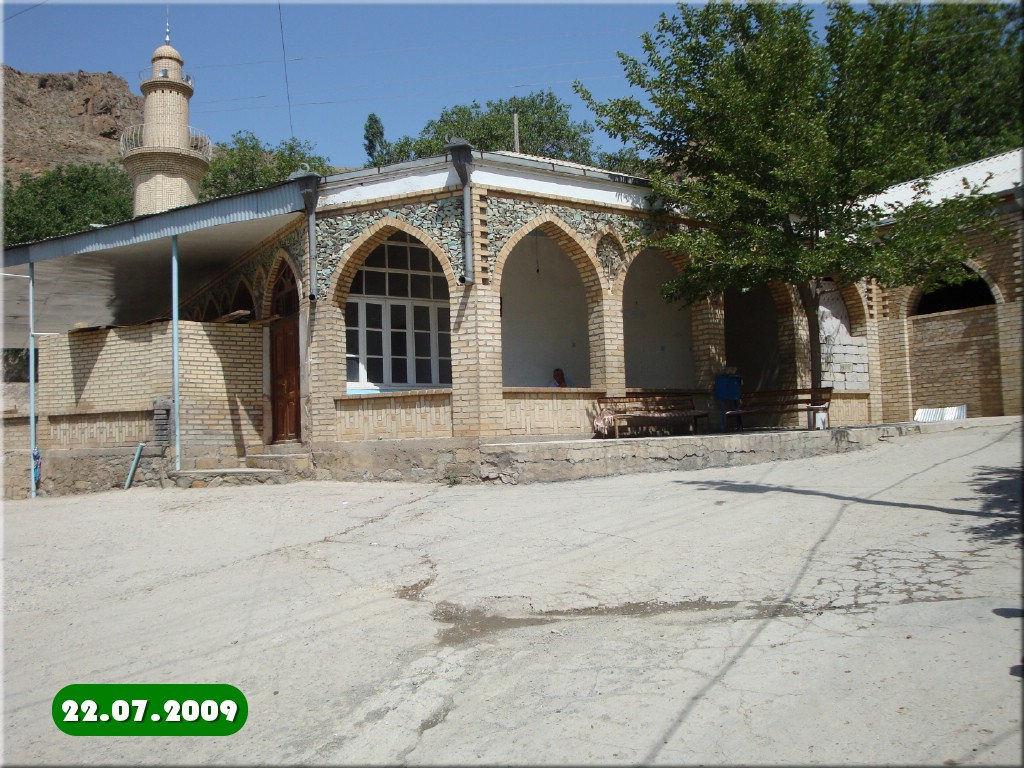
Мечеть Гаджі Гусейнкулі
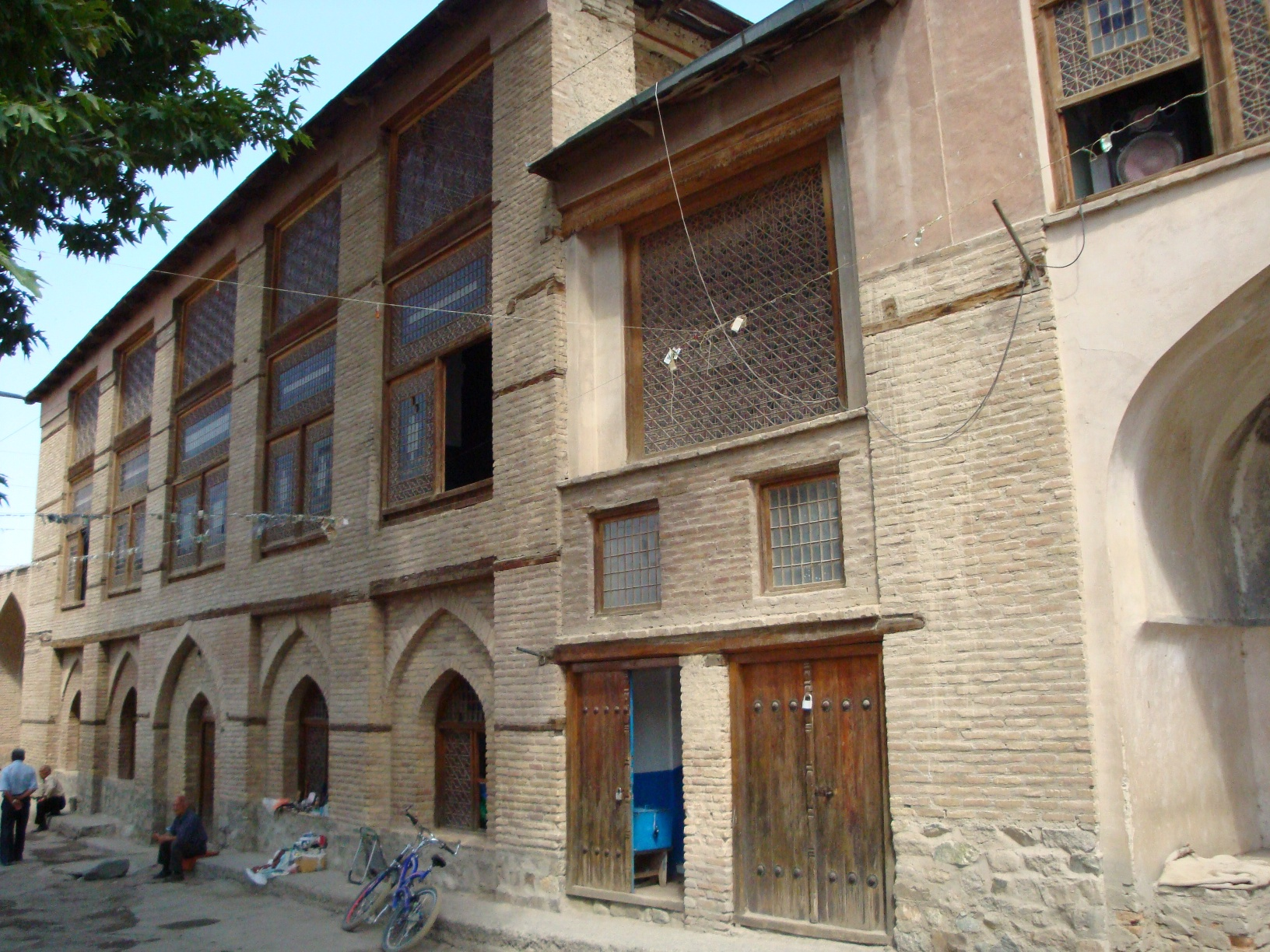
Мечеть Саршахар XVIII століття